# Viril-Flusskrebs
Der Viril-Flusskrebs (Faxonius virilis, Syn.: Orconectes virilis) ist eine Tierart aus der Überfamilie der Flusskrebse.
Er kommt ursprünglich im Nordosten der Vereinigten Staaten und im Südosten Kanadas vor, wurde aber in Europa eingeschleppt.
Die Europäische Union führt die Art seit 2016 als Neozoon in der Liste invasiver gebietsfremder Arten von unionsweiter Bedeutung.

## Beschreibung
Der Vorderkörper des Viril-Flusskrebses wird von einem glatten, eiförmigen Panzer, dem Carapax bedeckt, der vorne in einem spitzen Fortsatz, dem Rostrum endet. Das Rostrum ist länger als breit und mit kleinen Tuberkeln besetzt, es ist oberseits nicht gekielt. Die Carapaxlänge wird ohne das Rostrum gemessen und als postorbitale Carapaxlänge bezeichnet. Die Grenze zwischen dem Rostrum und dem Carapax ist beim Viril-Flusskrebs durch einen Fortsatz markiert. Am Vorderkörper sitzen fünf Beinpaare (Pereiopoden), wobei das erste Beinpaar zu großen Scheren umgebildet ist. Diese sind größtenteils glatt und robust, an den Rändern mit einer reihe von Tuberkeln und Zähnchen versehen. Bei den Männchen sind sie ungefähr so lang wie der Carapax, bei den Weibchen sind die Scheren kleiner und erreichen ungefähr drei Viertel der Carapaxlänge. Die restlichen vier Beinpaare dienen als Schreitbeine. An ihnen hängen die Kiemen zur Atmung. Das dritte Beinpaar ist bei den Männchen durch die Ausbildung von Kopulationshaken auf dem dritten Beinglied gekennzeichnet. Das erste Paar der Schwimmbeine (Pleopoden) trägt bei den Männchen zwei gekrümmte Endglieder. Bei den Weibchen befindet sich zwischen dem vierten und dem fünften Beinpaar der Pereiopoden ein rhombusförmiges Organ mit einer tiefen Einbuchtung in der Mitte, dem Zugang zum Receptaculum seminis. Das Hinterende des Krebses wird durch das Telson und die Uropoden gebildet.
Die Jungtiere sind grünlich grau, die Färbung wird jedoch bei adulten Krebsen lebhafter. Der Carapax ist dann rötlich bis kastanienbraun, gegen das Rostrum hin dunkelbraun bis schwarz. Die Scheren können oberseits blaugrau bis smaragdgrün sein, die übrigen Schreitbeine haben eine ähnliche Färbung. Die Scheren sind oft dunkel marmoriert oder gefleckt, die Tuberkel und Zähnchen sind hell gelblich bis cremefarben.

## Verbreitung
Das autochthone Verbreitungsgebiet des Viril-Flusskrebses ist das südliche Kanada von der Provinz Alberta über Manitoba, Ontario und Saskatchewan bis in die Provinz Quebec und der Norden der USA von New York über Ohio, Oklahoma, Illinois, Indiana, Michigan, Wisconsin und Nebraska bis Montana und Wyoming. Sein Lebensraum ist das Süßwasser der Großen Seen und der mit ihnen verbundenen Flusssysteme sowie das Quellgebiet des Mississippi.
Der Krebs breitet sich jedoch rasant auch in anderen Gebieten der Vereinigten Staaten und in Mexiko aus und wurde seit dem Jahr 2008 auch im Vereinigten Königreich nachgewiesen.